# Campeonato Mundial de Biatlón de 2009
El XLV Campeonato Mundial de Biatlón se celebró en la localidad de Pyeongchang (Corea del Sur) entre el 14 y el 22 de febrero de 2009 bajo la organización de la Unión Internacional de Biatlón (IBU) y la Unión Coreana de Biatlón.

## Países participantes
En total participaron 233 biatletas (123 hombres y 110 mujeres) de 39 federaciones nacionales afiliadas a la IBU. 
| África | América                                                                | Asia                                                               | Europa | Oceanía                             |
| ------ | ---------------------------------------------------------------------- | ------------------------------------------------------------------ | --- | ----------------------------------- |
| —      | Brasil (1/-) · Canadá (4/4) · Groenlandia (2/2) · Estados Unidos (5/5) | China (4/6) · Corea del Sur (4/4) · Japón (4/4) · Kazajistán (5/5) | Alemania (6/6) · Austria (6/1) · Bielorrusia (5/5) · Bulgaria (4/4) · Croacia (1/4) · Eslovaquia (5/4) · Eslovenia (5/3) · España (1/1) · Estonia (5/4) · Finlandia (4/5) · Francia (5/5) · Grecia (4/1) · Hungría (4/-) · Italia (5/5) · Letonia (5/4) · Lituania (-/1) · Macedonia del Norte (2/-) · Moldavia (2/3) · Noruega (6/6) · Países Bajos (1/-) · Polonia (5/5) · Reino Unido (5/4) · República Checa (5/5) · Rumania (1/5) · Rusia (8/7) · Serbia (4/-) · Suecia (5/5) · Suiza (5/1) · Ucrania (6/6) | Australia (2/-) Nueva Zelanda (1/1) |

## Resultados

### Masculino
| Evento                        | Oro                                                                                               | Plata                                                                                          | Bronce                                                                                  |
| ----------------------------- | ------------------------------------------------------------------------------------------------- | ---------------------------------------------------------------------------------------------- | --------------------------------------------------------------------------------------- |
| 10 km velocidad (14.02)       | Ole Einar Bjørndalen · Noruega · 24:16,5                                                          | Lars Berger · Noruega · 24:17,7                                                                | Halvard Hanevold · Noruega · 24:29,0                                                    |
| 20 km individual (17.02)      | Ole Einar Bjørndalen · Noruega · 52:28,0                                                          | Christoph Stephan · Alemania · 52:42,1                                                         | Jakov Fak · Croacia · 52:45,1                                                           |
| 12,5 km persecución (15.02)   | Ole Einar Bjørndalen · Noruega · 31:46,7                                                          | Maxim Chudov · Rusia · 32:28,4                                                                 | Alexander Os · Noruega · 32:39,5                                                        |
| 15 km salida en grupo (21.02) | Dominik Landertinger · Austria · 38:32,5                                                          | Christoph Sumann · Austria · 38:41,4                                                           | Ivan Cherezov · Rusia · 38:46,4                                                         |
| Relevos 4 × 7,5 km (22.02)    | Noruega · Emil Hegle Svendsen · Lars Berger · Halvard Hanevold · Ole Einar Bjørndalen · 1:08:04,1 | Austria · Daniel Mesotitsch · Simon Eder · Dominik Landertinger · Christoph Sumann · 1:08:16,7 | Alemania · Michael Rösch · Christoph Stephan · Arnd Peiffer · Michael Greis · 1:08:36,8 |

### Femenino
| Evento                          | Oro                                                                                        | Plata                                                                                 | Bronce                                                                          |
| ------------------------------- | ------------------------------------------------------------------------------------------ | ------------------------------------------------------------------------------------- | ------------------------------------------------------------------------------- |
| 7,5 km velocidad (14.02)        | Kati Wilhelm · Alemania · 21:11,1                                                          | Simone Hauswald · Alemania · 21:21,0                                                  | Olga Zaitseva · Rusia · 21:38,2                                                 |
| 15 km individual (18.02)        | Kati Wilhelm · Alemania · 44:03,1                                                          | Teja Gregorin Eslovenia 44:42,6                                                       | Tora Berger · Noruega · 44:49,6                                                 |
| 10 km persecución (15.02)       | Helena Jonsson · Suecia · 34:12,3                                                          | Kati Wilhelm · Alemania · 34:30,6                                                     | Olga Zaitseva · Rusia · 34:36,4                                                 |
| 12,5 km salida en grupo (22.02) | Olga Zaitseva · Rusia · 34:18,3                                                            | Anastasiya Kuzmina · Eslovaquia · 34:25,8                                             | Helena Jonsson · Suecia · 34:30,6                                               |
| Relevos 4 × 6 km (21.02)        | Rusia · Svetlana Sleptsova · Anna Bulyguina · Olga Medvedtseva · Olga Zaitseva · 1:13:12,9 | Alemania · Martina Beck · Magdalena Neuner · Andrea Henkel · Kati Wilhelm · 1:14:28,0 | Francia Marie-Laure Brunet Sylvie Becaert Marie Dorin Sandrine Bailly 1:14:40,4 |

### Mixto
| Evento                                | Oro                                                                                 | Plata                                                                                      | Bronce                                                                                |
| ------------------------------------- | ----------------------------------------------------------------------------------- | ------------------------------------------------------------------------------------------ | ------------------------------------------------------------------------------------- |
| Relevos 2 × 6 km + 2 × 7,5 km (19.02) | Francia Marie-Laure Brunet Sylvie Becaert Vincent Defrasne Simon Fourcade 1:10:30,0 | Suecia · Helena Jonsson · Anna Carin Zidek · David Ekholm · Carl Johan Bergman · 1:10:36,2 | Alemania · Andrea Henkel · Simone Hauswald · Arnd Peiffer · Michael Greis · 1:10:39,0 |

## Medallero
| Núm. | País       | Oro | Plata | Bronce | Total |
| ---- | ---------- | --- | ----- | ------ | ----- |
| 1    | Noruega    | 4   | 1     | 3      | 8     |
| 2    | Alemania   | 2   | 4     | 2      | 8     |
| 3    | Rusia      | 2   | 1     | 3      | 6     |
| 4    | Austria    | 1   | 2     | 0      | 3     |
| 5    | Suecia     | 1   | 1     | 1      | 3     |
| 6    | Francia    | 1   | 0     | 1      | 2     |
| 7    | Eslovaquia | 0   | 1     | 0      | 1     |
| 7    | Eslovenia  | 0   | 1     | 0      | 1     |
| 9    | Croacia    | 0   | 0     | 1      | 1     |
|      | TOTAL      | 11  | 11    | 11     | 33    |